# لیل ناز اکس
مونترو لمار هیل (انگلیسی: Montero Lamar Hill؛ زادهٔ ۹ آوریل ۱۹۹۹) که به‌طور حرفه‌ای لیل ناز اکس (انگلیسی: Lil Nas X) شناخته می‌شود، رپر، خواننده و ترانه‌نویس آمریکایی است. او با انتشار تک‌آهنگ کانتری رپ «جاده شهرک قدیمی» به شهرت رسید. این تک‌آهنگ برای اولین بار در اوایل سال ۲۰۱۹ به محبوبیت دست یافت و در صدر جدول فروش بسیاری از کشورها قرار گرفت و در نوامبر همان سال گواهی‌نامهٔ الماس دریافت کرد.
«جاده شهرک قدیمی» ۱۹ هفته در صدر جدول بیلبورد هات ۱۰۰ ایالات متحده قرار گرفت و به طولانی‌ترین مدت سپری‌شده از زمان آغاز این جدول در ۱۹۵۸ تبدیل شد. چندین ریمیکس از این ترانه منتشر شد که محبوب‌ترین آن، با حضور خوانندهٔ کانتری، بیلی ری سایرس، است. لیل ناز اکس به عنوان یک گی، کام اوت کرده‌است. او بیشترین نامزدی هنرمند مرد در شصت و دومین مراسم جایزه گرمی را داشت و در نهایت جایزهٔ بهترین موزیک ویدئو و بهترین اجرای پاپ دونفره/گروهی را دریافت کرد. لیل ناز اکس اولین هنرمند سیاه‌پوست ال‌جی‌بی‌تی‌کیو آشکار است که برندهٔ جایزهٔ انجمن موسیقی کانتری شده‌است. مجلهٔ تایم از او به عنوان یکی از ۲۵ شخص تأثیرگذار در اینترنت سال ۲۰۱۹ یاد کرد و در سال ۲۰۲۰ نامش در ۳۰ فرد زیر ۳۰ سال مجلهٔ فوربز قرار گرفت. او در سال ۲۰۲۱ اولین آلبوم استودیویی خود با عنوان مونترو را منتشر کرد که شامل تک‌آهنگ «مونترو (مرا با نامت صدا کن)» بود.

## اوایل زندگی
مونترو لامار هیل از دبیرستان لایتیا اسپرینگز در آتلانتا، جورجیا فارغ‌التحصیل گشت.
والدین وی در سن شش سالگی طلاق گرفتند و او در پروژه مسکن دادگاه‌های بانک هدایت شد. با مادر و مادربزرگش. سه سال بعد، او نزد پدرش، خواننده انجیل، شمال شهر در آستل، جورجیا اقامت گزید. اگرچه در ابتدا تمایلی به ترک آن نداشت، اما بعداً آن را به عنوان یک تصمیم مهم در نظر گرفت: "در آتلانتا این همه شیطنت در جریان است - اگر من آنجا می‌ماندم، با جمعیت نامناسبی درگیر می‌شدم." وی "استفاده از اینترنت را آغاز کرد دقیقاً در همان زمانی که میم‌ها به شکل سرگرمی خودشان درآمدند "؛ در حدود سیزده سالگی.
او بیشتر سالهای نوجوانی خود را تنها گذراند و به اینترنت روی آورد، «بخصوص توییتر، میم‌هایی را ایجاد کرد که نشان از شوخ‌طبعی خلع سلاح شده و ذکاوت در فرهنگ پاپ داشت.» سالهای نوجوانی او همچنین شاهد این بود که او با بیرون آمدن از خودش به عنوان همجنسگرا مبارزه می‌کند. او دعا کرد که این فقط یک مرحله است، اما حدود شانزده یا هفده سالگی گرایش خود را پذیرفت.

## دیسکوگرافی
- مونترو (۲۰۲۱)